# Czesław Niemen
Czesław Juliusz Niemen, född 16 februari 1939 i Stare Wasiliszki, Polen (dagens Vitryssland) och död 17 januari 2004 i Warszawa, Polen, var en polsk musiker, sångare, textförfattare och kompositör. Han räknas som en av Polens största musiker under det senaste seklet och sjöng på polska.
En av hans mer kända låtar, "Sen o Warszawie", används som hymn på fotbollslaget Legia Warszawas hemmamatcher.
1979 vann han Intervision Song Contest.

### Fotnoter
1. ↑  ”Niemen – czy go jeszcze pamiętasz?”. TVP. January 18, 2009. Arkiverad från originalet den January 21, 2009. https://web.archive.org/web/20090121191840/http://www.tvp.info/news.html?directory=1772&news=864615. Läst 8 februari 2009.